# Proceso sistemático
Un proceso sistemático  es frecuentemente asociado con el pensamiento crítico.

En general, la aplicación de un proceso sistemático se considera un medio de gestión, destinado a reducir el Error humano  y las Fallas, debido a las tecnológicas involucradas asociaciondas, en algunos ámbitos involucrándose con la Ingeniería de confiabilidad dentro de la ingeniería de sistemas

El uso de procesos sistemáticos en la planificación estratégica ha sido cuestionado, debido al rápido cambio en las condiciones del mercado, y defendido como una fuente de mejora.

Por ejemplo, "Muchos países de la Organización para la Cooperación y el Desarrollo Económicos, OECD tienen un proceso transparente y sistemático de consulta pública para mejorar la calidad del proceso regulatorio al garantizar que se tenga en cuenta el impacto sobre los ciudadanos y las empresas.”